# Амбернак
Амберна́к (фр. Ambernac) — коммуна во Франции, находится в регионе Пуату — Шаранта. Департамент — Шаранта. Входит в состав кантона Рюэль-сюр-Тувр. Округ коммуны — Ангулем.
Код INSEE коммуны — 16009.
Коммуна расположена приблизительно в 350 км к юго-западу от Парижа, в 70 км южнее Пуатье, в 50 км к северо-востоку от Ангулема.

## Население
Население коммуны на 2008 год составляло 398 человек.
| 1962 | 1968 | 1975 | 1982 | 1990 | 1999 | 2008 |
| ---- | ---- | ---- | ---- | ---- | ---- | ---- |
| 591  | 571  | 480  | 441  | 430  | 422  | 398  |

## Администрация
| Период | Период | Фамилия        | Партия | Примечания |
| ------ | ------ | -------------- | ------ | ---------- |
| 2001   | 2008   | Элен Будесёль  |        |            |
| 2008   | 2014   | Маргерит Кадье |        |            |

## Экономика
В 2007 году среди 220 человек в трудоспособном возрасте (15—64 лет) 145 были экономически активными, 75 — неактивными (показатель активности — 65,9 %, в 1999 году было 63,9 %). Из 145 активных работали 133 человека (68 мужчин и 65 женщин), безработных было 12 (9 мужчин и 3 женщины). Среди 75 неактивных 11 человек были учениками или студентами, 35 — пенсионерами, 29 были неактивными по другим причинам.

## Достопримечательности
- Замок Прено[фр.] (XVI век). Исторический памятник с 2004 года[3]

## Фотогалерея
- Замок Прено
- Мэрия
- Карта коммуны